# Seznam švicarskih kiparjev
Seznam švicarskih kiparjev.

## A
- Eva Aeppli (1925-2015)
- Cuno Amiet (1868-1961)

## B
- Max Bill (1908-1994)

## E
- Ignaz Epper (1892-1969)
- Hans Erni (1909-2015)

## F
- Urs Fischer (1973-)

## G
- Alberto Giacometti (1901-1966)
- Diego Giacometti (1902-1985)
- H. R. Giger (1940-2014)

## H
- Hermann Haller (1880–1950)

## L
- Bernhard Luginbühl (1929-2011)

## O
- Hermann Obrist (1862-1927) (švicarsko-nemški)
- Meret Oppenheim (1913–1985) (nemško-švicarska umetnica)

## P
- Erica Pedretti (1930-2022)
- Gian Pedretti (1926-)
- Niki de Saint Phalle (1930-2002)
- James Pradier (1790-1852)

## S
- Eugenio Santoro (1920-2006) (italijansko-švicarski)

## T
- Sophie Taeuber-Arp (1889-1943)
- Jean Tinguely (1925-1991)

## V
- Vincenzo Vela (1820-1891)